# ファイヤー・ガーデン
『ファイヤー・ガーデン』（Fire Garden）は、スティーヴ・ヴァイが1996年に発表したスタジオ・アルバム。アルバム前半の「フェイズ1」は大部分がインストゥルメンタル、後半の「フェイズ2」は大部分がボーカル入りの楽曲という構成になっている。ヴァイ自身は『Guitar World』1996年10月号のインタビューにおいて「2枚組のアルバムとしてリリースしたら高価になってしまう。だからアルバム2枚分の曲を1枚のアルバムに押し込んで、2相を表現することにした」と説明している。

## 背景
「ダイイン・デイ」は、ヴァイがオジー・オズボーンと「マイ・リトル・マン」（アルバム『オズモシス』に収録）を共作していた頃に作られた曲である。
ヴァイの説明によれば、「ファイアー・ガーデン組曲」は少年時代に観たリターン・トゥ・フォーエヴァーのライヴに影響されているという。組曲のうち「プサ・ロード」では、エレクトリック・シタールを4つのアンプで鳴らして、4本のシタールが同時に演奏されているような効果を得た。また、続く「エンジェル・フッド」におけるピアノ演奏は、サンプリング音源を使ってヴァイ自身がシーケンサーに入力した。
「バンコク」はミュージカル『チェス』の楽曲「ワン・ナイト・イン・バンコック」をインストゥルメンタルとしてカヴァーしたもの。ヴァイ自身は、当初は自分の古いテープを聴き返して、自分のアイディアだと思い込み「ファイアー・ガーデン組曲」の一部に組み込んだが、マネージャーのボーイフレンドから『チェス』の曲だという指摘があり、最終的にはティム・ライスら原作者の許諾を得て「ファイアー・ガーデン組曲」の前に収録した。ヴァイは1997年のインタビューで、この件について「デイヴィッド・リー・ロスのバンドにいた頃にテープを渡されて、奴は中身も言わないで『これを採譜してくれ。この曲を覚えてセット・チェンジの間に演奏してくれ』って言ってきた。それで採譜して、ほんの何回かだけ演奏したんだ」「曲名も何も知らなかった。それで10年経って、そいつを引っ張り出して聴き返しても思い出せなかったから、俺が書いたと思い込んでしまった。素晴らしいメロディで、俺が作ったにしては良すぎると思ったよ」と語っている。
「フェイズ2」ではヴァイ自身がリード・ボーカルを担当した。ヴァイはそのことについて「いつもステージではもっと歌いたいって思っていたから、楽しい時間が過ごせるだろうと感じている」「ギターと歌を同時にこなすのは、とても難しいってことが分かった。それができれば、一生の仕事にするだろうね」と語っている。
「バンコク」と「ファイアー・ガーデン組曲」のレコーディングに参加したマイク・マンジーニ（元アナイアレイター〜エクストリーム）は、1996年から2000年にかけて、ヴァイのツアーでもドラムスを担当した。その他、ヴァイと共にデイヴィッド・リー・ロスのバンドで活動していたグレッグ・ビソネットや、ヴァイの旧作にも参加したスチュアート・ハム、デヴィン・タウンゼンド、ディーン・カストロノヴォ等も参加している。

## 評価
Stephen Thomas Erlewineはオールミュージックにおいて5点満点中4点を付け「他の多くのギター・ヒーローと違い、ヴァイは音楽を、自分のテクニックを誇示する手段とはみなしていない。むしろ、驚異的なテクニックで音風景を生み出すことに注力して、自分の名人芸を披露している。その結果、ギター・フリークでなくても楽しめるギター・アルバムになった」と評している。

## 収録曲
特記なき楽曲はスティーヴ・ヴァイ作。15.は日本盤ボーナス・トラック。

### フェイズ1
1. ゼアズ・ア・ファイアー・イン・ザ・ハウス - There's a Fire in the House - 5:26
2. ザ・クライング・マシーン - The Crying Machine - 4:50
3. ダイイン・デイ - Dyin' Day - 4:29
4. フーカム - Whookam - 0:36
5. ブローフィッシュ - Blowfish - 4:03
6. ザ・ミステリアス・マーダー・オブ・クリスチャン・ティエラズ・ラバー - The Mysterious Murder of Christian Tiera's Lover - 1:02
7. ハンド・オン・ハート - Hand on Heart - 5:25
8. バンコク - Bangkok (Benny Andersson, Björn Ulvaeus, Tim Rice) - 2:46
9. ファイアー・ガーデン組曲 - Fire Garden Suite - 9:55
  1. ブル・ホイップ - Bull Whip
  2. プサ・ロード - Pusa Road
  3. エンジェル・フッド - Angel Food
  4. トーラス・ブルバ - Taurus Bulba

### フェイズ2
1. ディープネス - Deepness - 0:47
2. リトル・アリゲーター - Little Alligator - 6:12
3. オール・アバウト・イヴ - All About Eve - 4:37
4. エイキング・ハンガー - Aching Hunger - 4:45
5. ブラザー - Brother - 5:05
6. ザ・マーダー - The Murder - 3:22
7. ダム・ユー - Damn You - 4:31
8. ホエン・アイ・ワズ・ア・リトル・ボーイ - When I Was a Little Boy - 1:18
9. ジェネサイド - Genocide - 4:11
10. ウォーム・リガーズ - Warm Regards - 4:07

## 参加ミュージシャン
- スティーヴ・ヴァイ - ギター、ボーカル、バッキング・ボーカル、ベース、エレクトリック・シタール、キーボード、プログラミング他
- デヴィン・タウンゼンド - ボーカル、バッキング・ボーカル(on 4.)
- ウィル・ライリー - キーボード(on 14.)
- ジョン・アヴィラ - ベース(on 2.)
- スチュアート・ハム - ベース(on 3.)
- ファブリツィオ・ゴッシ - ベース(on 14.)
- クリス・フレイジャー - ドラムス(on 1.)
- グレッグ・ビソネット - ドラムス(on 2.)
- ディーン・カストロノヴォ - ドラムス(on 3. 5. 7. 11. 12. 16.)
- マイク・マンジーニ - ドラムス(on 8. 9.)
- ロビン・ディマジオ - ドラムス(on 14.)
- C・C・ホワイト - バッキング・ボーカル(on 12. 18.)
- トレイシー・ルイス - バッキング・ボーカル(on 12. 18.)
- ミロスラヴァ・メンドーサ・エスクリバ - バッキング・ボーカル(on 12. 18.)
- キンバリー・エヴァンス - バッキング・ボーカル(on 12. 18.)
- マーク・マックライト - バッキング・ボーカル(on 18.)
- ジム・アルトマン - バッキング・ボーカル(on 18.)
- ジョン・"ガッシュ"・ソンブロット - バッキング・ボーカル(on 18.)